# 狼牙脩
狼牙修是古代東南亞的印度化國家之一，其领土包括今马来半岛东岸北大年以东和东北地区，约位于北緯6°48'，東經101°18'，及今马来西亚的吉打州。
狼牙脩在宋代称为“凌牙斯加”、元代称为“龍牙犀角”、明代称为“狼西加”。“Langkasuka”一词首见于，印度尼西亞11世纪泰米尔文碑銘作 Ilangasongam,14世纪《爪哇史颂》（Nagarakrtagama），作Langkasuka，16世纪出版的阿拉伯文《吉打纪年》（Kitab al-Minhaj al-fakhir fi-ilm al-bahr al-zakhir）作Langashuka。“Langkasuka” 的得名或来自印度文化，依照印度的佛經《枵伽經》里的記載，Lanka是傳說中一個在马来亚峰(英文：Mount Malaya)上面的山城；而在梵文中Sukha乃是“快樂世界─Sukhavati”一詞中的前半截。因此Langkasuka或取義於“快樂的马来半岛山城”。
狼牙修建國年代约于公元1世紀末至2世紀1。
狼牙修的居民以吉蔑人2為主，而統治階級是印度人。狼牙修开始是盛行佛教，使用南印度的文字。但至元代称“龍牙犀角”时期，已不见佛教盛况，那时期伊斯兰教已传入东南亚多时。由於地理位置優越，狼牙修是當時世界的重要航站。

## 历史
狼牙脩建国于1世紀。515年狼牙脩国王婆加達多遣使中國，其后523年, 531年，568年多次朝貢。12世紀时狼牙脩为三佛齐屬國。15世紀狼牙脩国被北大年国取代。

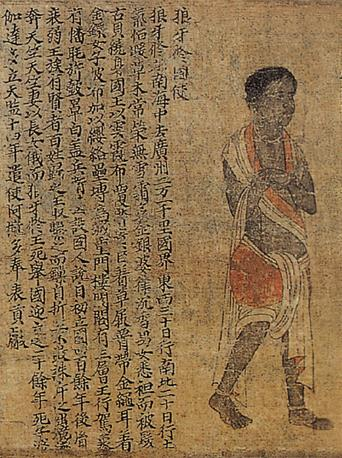
蕭繹《職貢圖》 狼牙脩使者 (526年-539年)

### 中国古籍文獻中的“狼牙脩”
中国古籍文献中对于同一个国家，常有多个音译，狼牙脩也不例外：
1. 《梁書》、《南史》、《通典》、《舊唐書》、《新唐書》中作“狼牙脩”；
2. 《續高僧傳·拘那羅陀》作“稷伽脩”；
3. 《隋書》中的《赤土傳》及《北史赤土傳》 中作“狼牙須”；
4. 玄奘《大唐西域記·三摩呾咤国》作“迦摩浪迦”；
5. 《大唐西域求法高僧傳》作“郎伽戍”、“郎伽”；
6. 《南海寄歸內法傳》中作“郎伽戍”；
7. 宋《諸蕃志》中作“凌牙斯加”；
8. 元《島夷誌略》作“龍牙犀角”；
9. 明《鄭和航海圖·第十四图》中作“狼西加”。

### 狼亚脩的地理位置
历史上学者们对狼牙脩的地理位置一度并不十分确定。
中国二十四史之一的《梁书》有着世界上最早的狼牙脩地理位置记载：「其界東西三十日行，南北二十日行，去廣州二萬四千里。」
19世纪末至20世纪初中为不少学者如鄒代鈞、桑田六郎、柔克義、伯希和等曾对狼牙脩的地理位置，做出各种推论，众说纷纭，莫衷一是。
以下是当时各种不同说法：
1. 荷蘭人葛路耐（英文:W.P Groeneveldt）凭其所知将中国各种有关南洋的文献收集，翻译成英文，并於1876年出版英文版《南洋群島文獻錄》3，这书首批在巴達維亞4发行，但书中誤认为“狼牙脩”為錫蘭古都楞伽（英文：Langka）的對音；
2. 美國汉学家柔克義，則认为為狼牙脩就是《岛夷志略》的“龍牙犀角”，誤认为就是《鄭和航海圖》的龍牙交椅(Langkawi)。
3. 英國學者祈利亞（英文：Gerinl）考證它是暹羅灣內的“狼卡修” （英文：Kah Langkaciu），但未被多数人所接受；
4. 法国汉学家伯希和指狼牙脩在今日的日萊峰（马来文：Gunung Jerai）；当时伯希和还不知道《爪哇史颂》的Lengkasuka，而是根据《諸蕃志》中汉语“凌牙斯加”，还原出Lankasuka。
5. 晚清的中国学者丁謙斷指在北大年、及马来半岛的吉蘭丹及丁加奴等地；
6. 馮承鈞稱主要在馬來半島之中；
7. 中国清末地理学家鄒代鈞則指在婆羅洲；
8. 日本的桑田六郎則指在巨港；
9. 新加坡文史學家許雲樵教授指出是在泰国春蓬府附近4b
10. 鮑威里（英文：Paul Wheatley）所作的圖示，相當於北大年及吉蘭丹；

直到日本學者藤田豐八著《狼牙脩國考》一书，考证《島夷誌略》中“龍牙犀角”，指出龍牙犀角就是《梁書》的“狼牙脩”，《大唐西域求法高僧傳》及《南海寄歸內法傳》中“郎伽戍”，《諸蕃志》的“凌牙斯加”，《鄭和航海圖》的“狼西加”，第一次指出这些不同的名字都是《爪哇史颂》的LAngkasuka的对音，位于暹羅南綞的北大年。至此，龍牙犀角、狼牙脩、凌牙斯加、狼西加等均是Langasuka，已为中外学界普遍接受，殆成定论：
1. 蘇繼廎根据《大唐西求高僧傳》、《諸蕃志》的記載，考证狼牙脩的地理位置，认为伯希和、柔克义均誤，以藤田豐八的北大年说为正确。5
2. 中國科學院院士向达考證出《郑和航海图》五百余地名。向达： “狼西加 ……应作狼牙西加，为Langkasuka 对音，即大泥地方”。（大泥是北大年的别名）。6
3. 杨博文註釋《諸蕃志》凌牙斯加國條：“《梁書》之狼牙脩、《隋書》之狼牙須、《續高僧傳·拘那羅陀傳》之稜伽脩，《事林廣記》作凌牙蘇家,《島夷誌略》作龍牙犀角,皆係《爪哇史頌》所舉之Lengkasuka對音，也即印尼古代碑銘中Ilangasogam，地當今北大年（Patani）”。7
4. 英国学者米爾斯（J.V.Mills）对于狼西加的定位，迄今最為精確   ：“狼西加（Langkasuka，在北大年以東和東北一帶，東經101°18' ” 8
5. 米爾斯：“龍牙犀角即Langkasuka” 9
6. 米爾斯在前人研究成果的基礎上，恢復《郑和航海图》上七百多个地名，并且画成地图《1433年的中国和南亚》。据图狼西加（Langkasuka）约在東經101°18'，北緯6°48'.10

虽然历史学界定论狼牙脩是位于北大年，但狼牙脩发源地及领土变化还是有争议。
以下是二种对狼牙脩发源地及领土变化的推论：
1. 狼牙脩建國于現代馬來西亞的吉打州內，然後發展到泰國的北大年地區。
2. 狼牙脩建國于現代泰國的六坤（英文：Ligor），由吉蔑人所建立，後併吞古代的赤土國领土南至馬來西亞的吉打州內，馬來人后来遷居狼牙脩，领土最後發展到北大年。

### 历史学界对狼牙脩历史的归结
历史学界归纳各种不同的文献及理论，多少整理出狼牙脩的历史面貌如下：
1世紀以后，印度人在吉打一帶進行殖民活動時建立狼牙脩。在中国的萧梁至隋朝時代，即6世纪，狼牙脩的疆域，地跨馬來半島北部，包括今日马来西亚的玻璃市、吉蘭丹、吉打及泰国的宋卡、北大年及一帶的地方；其政治中心，則有知名的固羅、赤土、羯荼、羯陀、基拉、吉陀等，都是以都城聞名於世。它的勢力，在6、7世紀期間達到了最高峰，7世紀以後其在吉打的领土就渐渐被建立在同一地點的‘羯荼’国（英文：Kedah）所取代。”
而8世紀以來，狼牙脩国各都城，先後被室利佛逝及南印度的注輦，以及后来的暹羅及滿者伯夷控制。当中国进入宋元時代，由於中國航運的發達，马来半岛東海岸的经济有所提升，於是狼牙脩興隆起來。狼牙脩国至明代还存在，领土似乎局限於北大年一隅，这就是《鄭和航海圖》中的“郎西加”。

## 狼牙脩遗迹及出土文物
1804年，在当时是英国殖民地的马来半岛，一名驻槟城英籍警宫James Low在马来半岛陆续发现一些梵文石碑及佛寺遗址，他在莫目河和布央河之间发现的Bukit Mariam佛教遗址，碑文上的四句偈语为“造业由于无知，有业必须轮回，有知即可无业，无业使免轮回”。
1963年英国剑桥大学考古学家 Stewart Wavell 曾率領考古隊攷察Langkasuka（狼牙脩），著有考古报告书：《The Naga King's Daughter》。

## 狼牙脩与中国的交流

### 狼牙脩及梁武帝的交往
中国南北朝時代，梁武帝蕭衍極力提倡佛法，其聲望因而遠播於東南亞許多崇奉佛教的國家，狼牙脩亦是其中之一，依照《梁書》卷五十四的《狼牙脩國傳》中记载，在公元515年（天監14年），当时狼牙脩國的國王“婆加達多”，派使者阿撤多出使南京，拜见梁武帝。并交给梁武帝國書。狼牙脩的使者阿撤多交给梁武帝國書全文记载在《粱书》。

### 唐朝名僧义净大师可能到过狼牙脩
唐朝名僧义净大师曾经由海路到印度取经，依照《宋高僧传》卷一，义净在公元671年出国，公元695年回国，期间极可能曾在同样信奉佛教的狼牙脩停留。
而义净大师在其著作《大唐西域求法记》中提起了三位曾到狼牙脩的法师，可见有当时有中国僧人到过狼牙脩，而狼牙脩或是要到印度取经的中国僧人停留之处。且唐代的狼牙脩显然善待中国僧人。
以下是节录自《大唐西域求法记》的文字：
“义朗律师者，益州成都人也……与同州僧智岸并第一人名义玄……既至乌雷同附商船，挂百丈陵万波，越舸扶南，缀缆“郎迦戌”，蒙郎迦戌国王待以上宾之礼，智岸遇疾于此而亡，郎公既怀死别之恨，与附舶向师子洲，披求异典，顶礼佛牙，渐之西国。传闻如此而今不知在何所，狮子州既不见，中印度复不闻，多是魂归异代矣。年四十余耳。”
“义辉法师，落阳人也。……欲思观梵文，亲听微言，遂指掌中天，还望东夏。惜哉！苗而不实，壮志先秋。至“郎迦戌国”婴疾而亡，年三十矣。”
“道琳法师者，荆州江凌人也。梵名尸罗钵颇（注：唐名戒光）欲寻流讨源，远游西国。乃杖锡遐逝，鼓舶南溟。越铜柱而届“郎迦”，历诃陵而经裸国。所在国王礼待 ，极至殷厚。经乎数载 ，到东印度耽摩立底国。……自尔之後，不悉何托净（自印度）回至南海羯荼国，有北方胡至，云有两僧，胡国逢见，说其状迹，应是其人。与智弘相隋，拟归故国，闻为途贼所拥还，乃覆向北天，年应五十余矣。”

## 延伸阅读
[在维基数据编辑]
 《梁書/卷54》，出自姚思廉《梁書》
 《欽定古今圖書集成·方輿彙編·邊裔典·狼牙修部》，出自陈梦雷《古今圖書集成》